# Міх (фотографія)

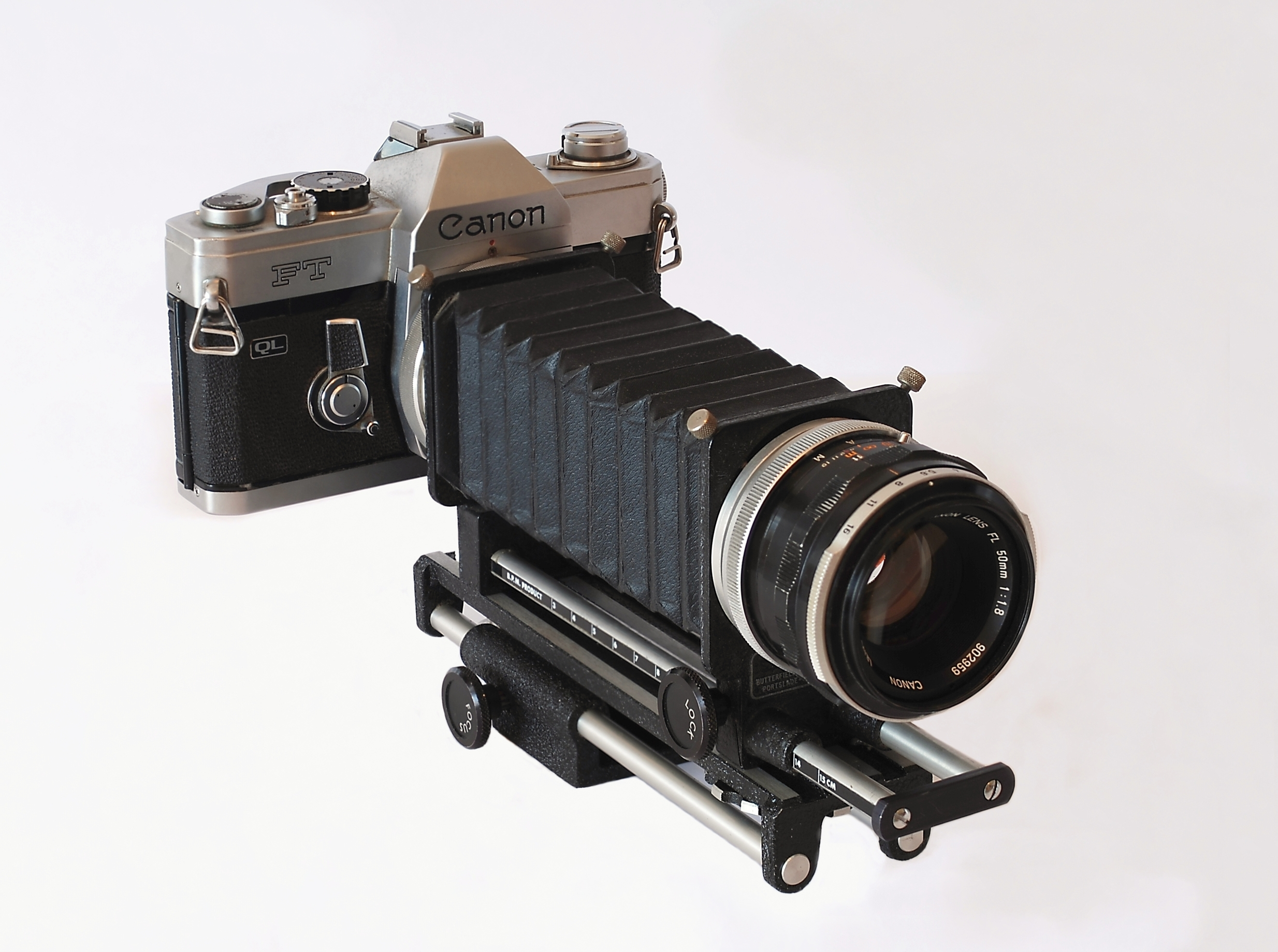
Міх для макрофотозйомки, встановлений на корпус камери Canon FT QL (1966).

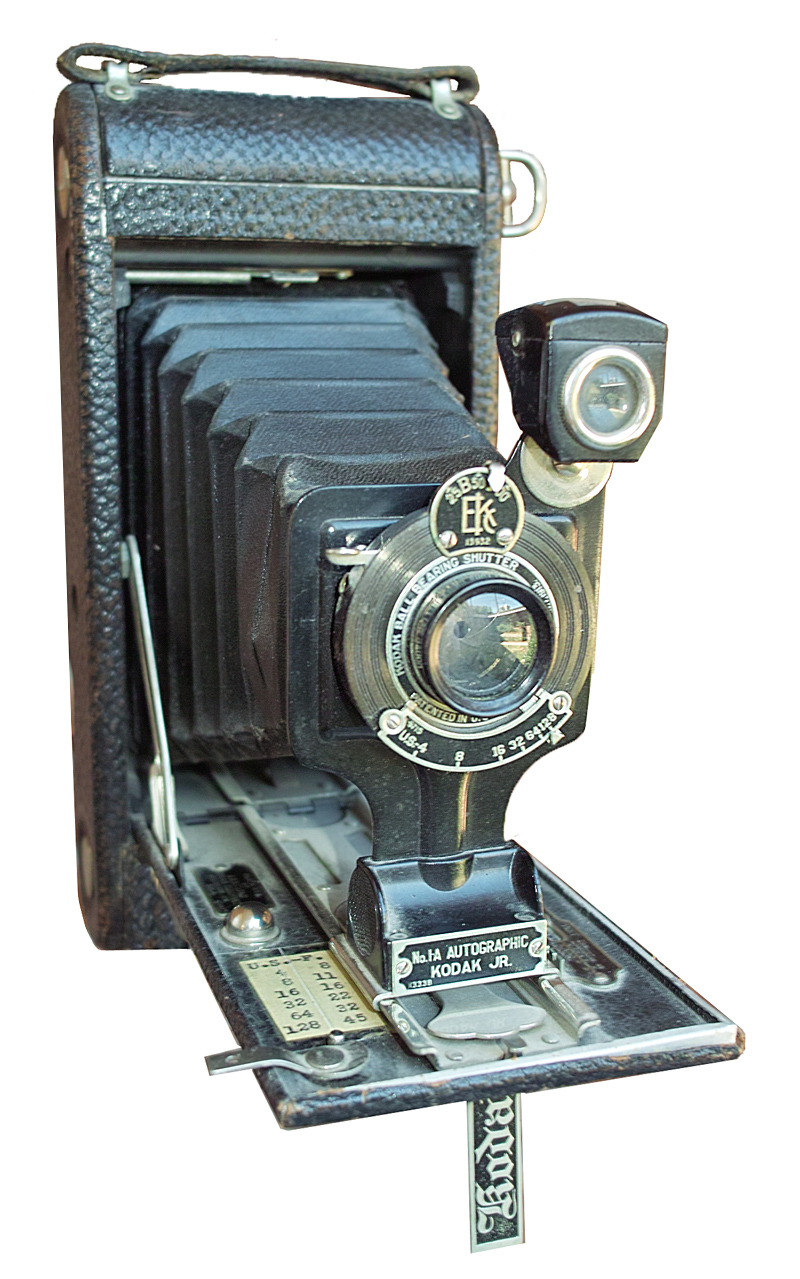
Складана міхова камера Kodak

У фотографії міх — це зазвичай складчаста , світлонепроникна деталь фотокамери, здатна видовжуватися. За формою нагадує гармошку. Використовується в основному у велико- або середньоформатних камерах, що дозволяє переміщати об'єктив відносно фокальної площини для фокусування. Міхи також використовуються у фотозбільшувачах. Міх забезпечує гнучке, світлонепроникне сполучення між площиною плівки (світлочутливої матриці) та об'єктивом. У деяких фотокамерах фотограф має змогу змінювати навіть кут нахилу плівки (фотопластинки) відносно оптичної осі об'єктива, чим забезпечується корекція викривлення перспективи та фокальної площини об'єкта фокусування.
У фотокамерах використовуються два основні види міхів: мішкоподібні міхи (гладкі, без складок) — зазвичай використовуються із об'єктивами з короткою фокусною відстанню, — та акордеонні міхи (складчасті) — із набагато більшою можливістю видовження. Для великоформатних фотокамер, вираз «подвійне подовження» стосується міху, який здатен розтягуватися в довжину, рівну двом фокусним відстаням стандартного об'єктива, наприклад, 300 мм для формату 4×5 дюймів. «Потрійне подовження» для цього ж формату визначає, що міх може витягуватися на 450—500 мм.
Міх дозволяє ворушити об'єктивом таким чином, щоб можна було скоригувати викривлення знімка та уникнути ефекту нахилу (сходження чи розходження) вертикальних ліній, які насправді є паралельними. Використання фотокамери на міховій основі може запевнити, що паралельні елементи фотографованої сцени залишаться паралельними і на кінцевому фотознімку.
|                                                          |
| Фотограф Рудольф Шефер із міховою фотокамерою Arca-Swiss |

|                                   |
| Міх для виконання макрофотозйомки |

|                                          |
| Фотокамера Pentax із міхом та об'єктивом |

|                                  |
| Фокусування міхового фотоапарата |